# Phragmidium rosae-moschatae
Phragmidium rosae-moschatae är en svampart som beskrevs av Dietel 1905. Phragmidium rosae-moschatae ingår i släktet Phragmidium och familjen Phragmidiaceae.   Inga underarter finns listade i Catalogue of Life.